# Piazza Santa Maria Forisportam
La Piazza Santa Maria Forisportam, detta Piazza Santa Maria Bianca o anche Piazza della colonna mozza, si trova a Lucca ed è compresa tra via Santa Croce e via della Rosa.

## Storia e descrizione
Il nome della piazza è dovuto al fatto che, rispetto alla cerchia muraria di epoca romana, la stessa si trovava al di fuori di una delle porte di accesso alla città e, quindi, foris portam (fuori porta). È stata poi inglobata dalle mura medievali, costruite nel XII secolo.
Nella piazza è presente la Chiesa di Santa Maria Forisportam edificata nel XII secolo ed è stata proprio la struttura marmorea in calcare bianco della sua facciata a farle attribuire anche il nome di Piazza Santa Maria Bianca. Accanto alla chiesa, si trova il palazzo Tommasi, già palazzo Sirti e poi Mansi, costruito verso la fine del XVII secolo. 

## La colonna mozza
Si chiama, infine, anche Piazza della colonna mozza per la presenza nella piazza di unʿantica colonna con capitello di marmo in stile romanico (tuttora esistente, ma non più integra e, quindi, mozza) posta nel XII secolo e probabilmente proveniente dal disfacimento dell'Anfiteatro Romano della città, alla quale veniva appeso il palio, che rappresentava il traguardo di arrivo della famosa corsa dei berberi, i cavalli non ferrati, che venivano sciolti fuori porta San Donato e dovevano raggiungere a tutta velocità la colonna, attraversando via San Paolino, piazza San Michele e via Santa Croce. Questa corsa si è svolta a Lucca dal XII al XVI secolo ed era molto nota, tanto che anche Lorenzo il Magnifico ed altri personaggi illustri vi mandarono i loro cavalli per cercare di vincere il prestigioso palio.
Di recente sono stati effettuati lavori di restauro della colonna mozza, consistiti nella ripulitura e nell'applicazione di una sostanza protettiva per una migliore conservazione.  Accanto alla stessa sono state collocate panchine e fioriere, creando una piccola oasi urbana a beneficio dei cittadini e dei turisti.